# Slepec vodi slepe
Slepec vodi slepe ali Prilika o slepih (nizozemsko De parabel der blinden) je slika nizozemskega renesančnega umetnika Pietera Bruegla, starejšega, dokončana leta 1568. Izvedena v slikarski tehniki, pri kateri so bili pigmenti vezani v lepilo in pobarvani na krpo (običajno platno), obdelano z lepilom, izjemno krhkim medijem, ki nima trajnosti, meri 86 cm × 154 cm. Upodablja svetopisemsko priliko o slepih, ki vodijo slepe iz Matejevega evangelija Mt 15,14 in je v zbirki Museo di Capodimonte v Neaplju v Italiji.
Slika odraža Brueglovo mojstrstvo opazovanja. Vsaka figura ima drugačno bolezen oči, vključno z levkomom roženice, atrofijo zrkla in odstranjenimi očmi. Moški držijo glave navzgor, da bolje izkoristijo svoja druga čutila. Diagonalna sestava krepi gibanje šestih figur, ki stremijo k napredovanju. Zaradi natančnih podrobnosti in sestave velja za mojstrovino. Kopije vključujejo večjo različico Brueglovega sina Pietra Brueghla mlajšega, delo pa je navdihnilo literaturo, kot sta poezija Charlesa Baudelairea in Williama Carlosa Williamsa, ter roman Gerta Hofmanna.
Bruegel je Slepe slikal leto pred smrtjo. Ima grenak, žalosten ton, ki je lahko povezan z ustanovitvijo Sveta za težave leta 1567 s strani španske nizozemske vlade. Svet je odredil množične aretacije in usmrtitve za uveljavitev španske vladavine in zatiranje protestantizma. Postavitev cerkve Sint-Anna v vasi Sint-Anna-Pede je privedla do pro- in anti- katoliških interpretacij, čeprav ni jasno, da je bila slika mišljena kot politična izjava.

## Opis
Slika prikazuje sprevod šestih slepih, iznakaženih mož. Hodijo po poti, ki jo na eni strani omejuje reka, na drugi pa vas s cerkvijo. Vodja skupine je padel na hrbet v jarek in, ker so vsi povezani s svojimi palicami se zdi, da bo povlekel svoje tovariše s seboj. V ozadju stoji pastir.
Bruegel je delo opiral na svetopisemsko priliko o slepcu, ki vodi slepe iz Matejevem evangeliju Mt 15,14, v katerem se Kristus sklicuje na farizeje. Po mnenju umetnostne kritičarke Margaret Sullivan je bila Brueglova publika verjetno tako dobro seznanjena s klasično literaturo kot z Biblijo. Erazem Roterdamski je svoj Adagio objavil dve leti pred Brueglovo sliko in je vsebovala citat rimskega pesnika Horacija Caecus caeco dux ('slepi vod slepe'). Bruegel dva slepca iz prispodobe razširi na šest; dobro so oblečeni, namesto da bi nosili kmečka oblačila, ki so značilna za njegovo pozno delo. Obraz prvega slepca ni viden; drugi pri padcu zasuka glavo, morda zato, da bi se izognil pristanku. Tretji moški, oblečen v ščitnik, na prstih, pokrčenih kolen in obrnjenih proti nebu, si z drugim deli palico, s katero ga potegne navzdol. Ostali se še niso spotaknili, vendar se zdi, da se kaže ista usoda.
Obrazi in telesa slepih ter podrobnosti ozadja, vključno s cerkvijo, so prikazani v izjemno natančnih podrobnostih. Drža vodnika nazaj kaže, da je Bruegel obvladal skrajšavo. Brueglove krajine so ponavadi izmišljene, toda motiv Slepi vodi slepe, je označen kot vas Sint-Anna-Pede, cerkev pa kot cerkev Sint-Anna.

### Slog
Je eno od štirih ohranjenih Brueglovih slik v uvodu navedeni tehniki. Ta medij se je pogosto uporabljal pri slikanju in iluminaciji rokopisov pred pojavom oljne barve. Ni znano, od koga se je Bruegel naučil uporabe, med ugibanji pa je njegova tašča, iluminatorka Mayken Verhulst, njegov učitelj Pieter Coecke van Aelst ali slikar in iluminator Giulio Clovio, s katerim je bival v Italiji in mu je pomagal risati miniature. Zaradi visoke pokvarljivosti lanene tkanine in topnosti lepila se slike ne ohranijo dobro in jih je težko obnoviti. Slepi vodi slepe je v dobrem stanju in je utrpela le nekaj erozije, na primer pastirja in nekaj kokoši v sredini. Zrnatost platna je vidna pod občutljivimi potezami krtač. Delo je podpisano z datumom BRVEGEL.M.D.LX.VIII. Slika meri 86 cm × 154 cm, največja iz leta 1568.
Strog ton dosežemo s pigmenti v barvni shemi večinoma sivih, zelenih, rjavo rdečih in črnih. Diagonalno gibanje teles ustvarja dramatično napetost v ospredju, ki je diagonalno ločena od pokrajinskega ozadja. Značilnosti ravnine so izrazito flamske, za razliko od večine Brueglovih krajin, kjer je tuje elemente, kot so gorske verige, vnesel celo v lokalno kuliso.
V nasprotju z zgodnejšimi upodobitvami slepih kot prejemnikov božjih darov se Bruegelovi možje spotikajo in padajo in so upodabljeni brez sočutja. Brezoko postavo bi razlagali kot človeka, ki je bil kaznovan zaradi nedolžnosti ali boja. 
Bruegel je slikal z empirično objektivnostjo renesanse. Na zgodnejših slikah so bili slepi običajno upodobljeni z zaprtimi očmi. Tu Bruegel vsakemu človeku priredi različno očesno bolezen, ki je vsa slikana z realizmom, ki je kasnejšim strokovnjakom omogočilo identifikacijo njihovega stanja, čeprav še vedno obstaja nekaj diagnostičnih nesoglasij. {sfn|Karcioglu|2002|pp=61–62}} Francoski anatomski patolog Jean-Martin Charcot in anatomski umetnik Paul Richer sta objavila zgodbo Les disfformes et les malades dans l'art ('Deformirani in bolni v umetnosti', 1889), francoski patolog Tony-Michel Torrillhon pa je nadaljeval z več raziskavami na Brueglovih figurah leta 1957. Oči prvega človeka niso vidne; drugemu so odstranili oči, skupaj z vekami: tretji trpi zaradi levkoma roženice; četrti ima atrofijo zrkla; peti je bodisi slep brez zaznavanja svetlobe bodisi fotofobičen in šesti ima pemfigus ali bulozni pemfigoid. Charcot in Richer sta opozorila na Brueglovo natančnost pri upodabljanju slepih moških, ki niso obrnjeni naprej, ampak z obrazi, dvignjenimi v zrak, saj se morajo zanašati na voh in sluh.

## Ozadje
V Evropi 16. stoletja so se zgodile številne družbene spremembe: protestantska reformacija in njeno zavračanje javnih verskih podob; renesančni humanizem in njegov poudarek na empirizmu na račun vere in rast srednjega razreda med porastom merkantilizma. To je bil čas hitrega napredka pri učenju in znanju ter premik k empiričnim znanostim - dobi heliocentrične Kopernikove teorije in Gutenbergovih tiskarn. Kartografija Orteliusa je vplivala na slikanje krajin, napredek, ki ga je Vesalius prinesel k proučevanju anatomije z neposrednim opazovanjem razkosanih teles, je motiviral umetnike, da so bolj pozorni na natančnost anatomije v svojih delih.
Z umetnostjo se je zdaj trgovalo na odprtih trgih; umetniki so se želeli razlikovati po temah, ki se razlikujejo od tradicionalnih plemiških, mitoloških in biblijskih in razvili nove, realistične tehnike, ki temeljijo na empiričnem opazovanju. Klasična literatura je predstavljala primere za obravnavo 'preprostejših' tem v umetnosti. Žanrska umetnost in upodobitev navadnih ljudi in vsakdanjega življenja se je pojavila v tem ozadju.
Pieter Bruegel starejši je svojo kariero začel v širokem slogu ilustrirati krajine in fantastične prizore, ki so mu prinesli sloves umetniškega dediča Hieronymusa Boscha. Kmalu je sledil zgledu drugega mojstra, ki se je v 1550-ih uveljavil, Pietera Aertsena, tako da je vsakdanje prizore prikazoval v zelo realističnem slogu, na primer podrobno paleto mesnih izdelkov, ki prevladujejo v njegovi veliki sliki Mesnica s sveto družino, ki daje miloščino iz leta 1551. Brueglovi predmeti in njegov slog opazovanja so postali bolj neobičajni. Slavo je dosegel s podrobnimi, natančnimi in realističnimi upodobitvami kmetov, pri katerih so bile njegove slike priljubljene. Slikal je na laneno platno in hrastovo tablo ter se izogibal veličastnim prizorom in portretom plemstva ali kraljevskih pripadnikov. Kmetje, ki jih je Bruegel sprva upodobil, so bili brez značilnosti in nediferencirani; ko je njegovo delo dozorevalo, je njihova fizionomija postala izrazito podrobnejša in izrazitejša.
Leta 1563 se je Bruegel poročil z Mayken, hčerko njegovega učitelja Pieterja Coeckeja van Aelsta, [28] in se preselil v Bruselj, sedež vlade Španske Nizozemske (1556–1714). Leta 1567 je guverner Nizozemske, vojvoda Alba, ustanovil Svet za nemire (popularno imenovan "krvavi svet") za zatiranje nekatoliških religij in uveljavitev španske vladavine, kar je privedlo do množičnih aretacij in usmrtitev. Ali je Bruegel imel kalvinistične simpatije ali je s Slepi hotel politično sporočilo, ni jasno, vendar dokazi kažejo, da je verjetno imel stališča, kritična do katoliške cerkve. Grenak, žalosten ton je značilen za njegova zadnja dela, kot sta Slepi in Sraka na vislicah.
V antični Grčiji so slepe upodabljali, kako so prejemali darila od bogov, slepe pevce pa so zelo spoštovali. V srednjeveški Evropi so bili slepi upodobljeni kot subjekti čudežev, na primer Jezus ozdravi slepega Bartimája’’ v Markovem evangeliju Mk 10,46–52. Po reformaciji so naslikane upodobitve svetnikov in čudežev padle v nemilost na protestantskih območjih. V katoliški misli so bila dobrodelna dela usmiljenja, na primer dajanje miloščine slepim in revnim, dobra dela, ki so skupaj z vero pomagala rešiti storilca. Vendar je protestantski nauk o solidarnosti (sola fide) zavrnil učinkovitost del pri doseganju odrešenja in predpisal, da je to odvisno samo od vere (in zapleta božje vnaprej določene volje za vsakega posameznika). Status dobrodelnosti za revne in nemočne se je zmanjšal, beračem pa se je stanje poslabšalo. V priljubljeni literaturi tistega časa so bili slepi upodobljeni kot prevaranti ali tarče potegavščin. Prispodoba slepega, ki vodi slepe, se pojavlja tudi kot eden izmed ilustriranih pregovorov v Brueglovi sliki Nizozemski pregovori (1559).

## Analiza
Charles Bouleau je pisal o napetosti v Brueglovih kompozicijskih ritmih. Slika je razdeljena na devet enakih delov, razdeljenih na niz vzporednih poševnih črt. Le-te deli druga mreža vrst pod konstantnimi koti na prvo. Sestava bralca vabi, naj raje sledi dejanju, kot da se osredotoča na posamezne figure. Slepci so si podobni po obleki in potezah obraza n zdi se, kot da bi drug drugega nasledili v enem samem gibu, ki bi se končal s padcem, začenši na levi strani z »razmetavanjem, nato obotavljanjem, alarmom, spotikanjem in končno padec«. Zaporedje glav sledi krivulji in nadaljnje zaporedje, večji je razmik med glavami, kar kaže na povečanje hitrosti. Strme strehe hiš v ozadju prispevajo k občutku gibanja kompozicije.
Umetnostni zgodovinar Gustav Glück je opazil neskladnosti, saj so berači dobro oblečeni in nosijo palice in polne torbice. Akademika Kenneth C. Lindsay in Bernard Huppé domnevata, da je Bruegel morda namigoval, da slepci predstavljajo lažne duhovnike, ki so ignorirali Kristusove opomine, naj ne nosijo zlata, torbic ali palic; instrument, povezan z berači v Brueglovih časih; to morda pomeni lažnega ministranta, tistega, ki poje, ne hvali Boga.
Cerkev v ozadju, označena kot cerkev Sint-Anna v Dilbeeku v sodobni Belgiji, je sprožila veliko komentarjev. Eno mnenje trdi, da je cerkev dokaz moralističnega namena slike - da medtem ko se prva dva slepca spotakneta in ne moreta odkupiti, ostali štirje stojijo za cerkvijo in jih tako lahko rešijo. Druga interpretacija pravi, da je cerkev s suhim drevesom, ki je postavljeno pred njo, katoliški simbol in da bodo tisti, ki ji bodo sledili, padli za slepim voditeljem kot moški v jarku. Drugi zanikajo kakršno koli simboliko v cerkvi in opozarjajo, da se cerkve pogosto pojavljajo v Brueglovih vaških prizorih, saj so bile skupni del vaške pokrajine. Medicinski raziskovalec Zeynel A. Karcioglu meni, da cerkev predstavlja brezbrižnost do stiske hendikepiranih.
V nasprotju s postavljenimi statičnimi figurami, značilnimi za slike tega obdobja, Bruegel s pospešenim gibanjem figur predlaga smer časa in prostora. Kritika Charcot in Richer sta zapisala, da koncept vizualizacije gibanja ni bil oblikovan šele v 17. stoletju, Bruegel pa daje predfiguracijo filmov  in Duchampov Gola figura se spušča po stopnicah, št. 2. Karcioglu vidi, da slika predvideva kronofotografijo Étienne-Jules Mareya iz 19. stoletja. Nizozemski filmski režiser Joris Ivens je izjavil: »Če bi bil Bruegel danes živ, bi bil filmski režiser«.

## Zapuščina
Slepec vodi slepe, je veljala za eno izmed velikih mojstrovin slikarstva. Brueglova slika je najzgodnejša ohranjena slika, katere tema je prispodoba slepega, ki vodi slepega, čeprav obstajajo že znane gravure iz Nizozemskih dežel, ki jih je Bruegel verjetno poznal, vključno z eno pripisano Boschu  in drugo Cornelisu Massijsu. Bruegelove slike so uživale svetovno popularnost in so bile predmet znanstvenih del v disciplinah tudi zunaj umetnosti, kot je medicina.
Bruegelove upodobitve beračev na slikah, kot je Slepec vodi slepe, so močno vplivale na tiste, ki so mu sledili, kot je David Vinckboons. Hieronymus Wierix je vključil kopijo slike v serijo Dvanajst flamskih pregovorov. Pojavil se je ponaredek, pripisan Jacobu Saveryju, imenovan Slep okoli 1600 z lažnim napisom iz leta 1562. Brueglov sin Pieter Brueghel mlajši je okoli 1616 naslikal kopijo z dodatnimi podrobnostmi, vključno s čredo ovac, ki visi v Louvru; ta kopija je bila v zbirki Ferdinanda Gonzage, vojvode Mantove, pokrovitelja italijanskega baročnega slikarja Domenica Fettija, na katerega je morda vplival, ko je okoli 1621–22 izvedel svojo različico prilike.
- Slike, ki jih je navdihnila Bruegelova Slepec vodi slepe
- Ponarejanje, pripisano Jacobu Saveryju, c. 1600
- Kopija Pietera Brueghla mlajšega, c. 1616
- Domenico Fetti, c. 1621–22
- Sebastian Vrancx, začetek 17. stoletja

Slika je bila predmet poezije, med drugim dela Nemcev Josefa Weinheberja in Walterja Bauerja in Francoza Charlesa Baudelaireja Slepi. Američan William Carlos Williams je napisal vrsto pesmi na Brueglove slike; njegova Prispodoba o slepih se osredotoča na pomen sestave slepih - besedo, ki se v pesmi trikrat pojavi v osmih tercah.
Brueglova slika je služila kot vzor belgijskemu dramatiku Mauriceu Maeterlincku za enodejanko Slepi. V romanu zahodnonemškega pisatelja Gerta Hofmanna iz leta 1985 v Prispodobi slepih nastopajo Bruegel in šest slepih mož: za izvedbo realistične upodobitve moški večkrat prečkajo most in sredi zime padejo v potok, dokler njihovi izrazi ne dosežejo obupa, za katerega Bruegel meni, da predstavlja človeško stanje. V zgodovinskem romanu iz leta 1987 Bruegel ali Delavnica sanj Claude-Henrija Rocqueta je Bruegel slikal slepe iz strahu pred izgubo vida.
Strip francoskega risarja F'Murra Les Aveugles (1991) je navdihnila Bruegelova slika. 

## Poreklo
Slepev vodi slepe in Misanthrope sta bili odkriti v zbirki grofa Giovannija Battiste Masija iz Parme leta 1612, ko je Ranuccio I. Farnese, vojvoda Parme, zaplenil Masijevo premoženje, ker je sodeloval pri zaroti proti družini Farnese. Kako je slika prispela v Italijo, ni jasno, čeprav je znano, da se je Masijev oče Cosimo leta 1595 vrnil iz Nizozemske s številnimi nizozemskimi slikami. Umetniška zbirka Farnesejev je postala ena največjih renesančne dobe, razdeljena med rezidenco Farnese v Parmi in Rimu. 
V 18. stoletju je Karel III. Španski zbirko podedoval po materi Elizabeti Farnese, naslednici vojvodstva Parma, ki je postala španska kraljica. Kot mlajši sin je bil Karel postavljen za vojvodo Parme, nato pa je pred nasledstvom španskega prestola pogumno zavzel Neapeljsko kraljestvo in postal Karel VII. Neapeljski. Zbirko je hranil v današnjem Narodnem muzeju Capodimonte v Neaplju.